# Historique du Nîmes Olympique en Coupe de la Ligue
Le Nîmes Olympique a participé à vingt éditions de la Coupe de la Ligue.

## Tableau récapitulatif
Ce tableau présente le bilan saison par saison du club dans la compétition.
- L'équipe qui évolue à domicile est annoncée au début de case. Si c'est le score qui apparaît, alors c'est Nîmes qui reçoit.
- Le score est toujours annoncé dans le sens de Nîmes.

| Saison    | Tour(s) préliminaire(s)                                   | 2e tour                       | Seizième de finale               | Huitième de finale            | Quart de finale  | Demi-finale      | Finale |
| --------- | --------------------------------------------------------- | ----------------------------- | -------------------------------- | ----------------------------- | ---------------- | ---------------- | ------ |
| 1994-1995 | –                                                         | Châteauroux (D2) 0-2          |                                  |                               |                  |                  |        |
| 1995-1996 | FC Istres (Nat) 5-2 AS Beauvais (Nat) 0-1 (a.p.)          |                               |                                  |                               |                  |                  |        |
| 1996-1997 | Olympique d'Alès (Nat) 2-1 0-0 (4-3 tab) Angers SCO (Nat) | 1-0 AS Beauvais (D2)          | 1-0 EA Guingamp (D1)             | 0-1 Montpellier HSC (D1)      |                  |                  |        |
| 1997-1998 | –                                                         | 3-0 CS Louhans-Cuiseaux (D2)  | Stade Poitevin FC (D2) 1-2       |                               |                  |                  |        |
| 1998-1999 | –                                                         | 0-2 Chamois niortais FC (D2)  |                                  |                               |                  |                  |        |
| 1999-2000 | –                                                         | Exempt                        | Red Star FC (D2) 2-4 (a.p.)      |                               |                  |                  |        |
| 2000-2001 | –                                                         | 4-2 Angers SCO (D2)           | RC Lens (D1) 0-4                 |                               |                  |                  |        |
| 2001-2002 | –                                                         | AC Ajaccio (D2) 0-0 (4-3 tab) | Amiens SC (D2) 0-2               |                               |                  |                  |        |
| 2002-2003 | –                                                         | 2-0 Angers SCO (L2)           | 1-1 (4-2 tab) CS Sedan (L1)      | LOSC Lille (L1) 0-0 (3-1 tab) |                  |                  |        |
| 2003-2004 | –                                                         | 4-2 (a.p.) Le Havre AC (L2)   | 1-2 LOSC Lille (L1)              |                               |                  |                  |        |
| 2004-2008 | Ne participe pas                                          | Ne participe pas              | Ne participe pas                 | Ne participe pas              | Ne participe pas | Ne participe pas |        |
| 2008-2009 | Libourne Saint-Seurin (Nat) 2-0                           | Châteauroux (L2) 1-2          |                                  |                               |                  |                  |        |
| 2009-2010 | Angers SCO (L2) 1-0                                       | ES Troyes (Nat) 2-2 (3-0 tab) | Le Mans FC (L1) 0-3              |                               |                  |                  |        |
| 2010-2011 | CS Sedan (L2) 0-0 (5-4 tab)                               | 2-0 Stade lavallois (L2)      | 1-1 (4-5 tab) Valenciennes (L1)  |                               |                  |                  |        |
| 2011-2012 | Amiens SC (L2) 0-2                                        |                               |                                  |                               |                  |                  |        |
| 2012-2013 | 1-1 (5-6 tab) AS Monaco (L2)                              |                               |                                  |                               |                  |                  |        |
| 2013-2014 | Stade lavallois (L2) 1-0                                  | 1-2 ES Troyes (L2)            |                                  |                               |                  |                  |        |
| 2014-2015 | Angers SCO (L2) 1-2                                       |                               |                                  |                               |                  |                  |        |
| 2015-2016 | Stade lavallois (L2) 0-1                                  |                               |                                  |                               |                  |                  |        |
| 2016-2017 | 1-1 (1-3 tab) Châteauroux (Nat)                           |                               |                                  |                               |                  |                  |        |
| 2017-2018 | Le Havre AC (L2) 4-4 (4-5 tab)                            |                               |                                  |                               |                  |                  |        |
| 2018-2019 | Exempt                                                    | Exempt                        | 1-1 (4-2 tab) Saint-Étienne (L1) | Le Havre AC (L2) 1-2          |                  |                  |        |
| 2019-2020 | Exempt                                                    | Exempt                        | 3-0 RC Lens (L2)                 |                               |                  |                  |        |
| Saison    | Tour(s) préliminaire(s)                                   | 2e tour                       | Seizième de finale               | Huitième de finale            | Quart de finale  | Demi-finale      | Finale |

Légende : (-) = Tirs au but (avec prolongation préalable) ; (ap) = après prolongation.
      Victoire finale ;       Qualification ;       Élimination

## Statistiques

### Buteurs
| Rang | Buteur           | Buts |
| ---- | ---------------- | ---- |
| 1    | Jonathan Ayité   | 5    |
| 2    | Loïc Chavériat   | 3    |
| 3    | Franck Bonora    | 2    |
| 3    | Ludovic Gros     | 2    |
| 3    | Yann Jouffre     | 2    |
| 3    | Boubacar Kébé    | 2    |
| 3    | Riad Nouri       | 2    |
| 3    | Mickaël Pagis    | 2    |
| 3    | Antoine Préget   | 2    |
| 3    | Christophe Zugna | 2    |